# سرية بشير بن سعد الأنصاري (يمن والجبار)
سرية بشير بن سعد الأنصاري أحد سرايا الرسول , أرسل فيها بشير بن سعد الأنصاري إلى يمن وجبار , وجبار واد قريب من خيبر.

## أحداث السرية
لما بلغ الرسول أن جمعا من غطفان قد واعدهم عيينة بن حصن قبل أن يسلم، ليكون معهم على الرسول، دعا الرسول بشير بن سعد الأنصاري، فعقد له لواء وبعث معه ثلاثمائة رجل، فساروا الليل وكمنوا النهار حتى أتوا المحل المذكور، فأصابوا نعما كثيرا، وتفرق الرعاء وذهبوا إلى القوم، وأخبروهم فتفرقوا ولحقوا بعلياء بلادهم، فلم يظفر بأحد منهم إلا برجلين أسروهما فرجع بالنعم والرجلين إلى المدينة، فأسلم الرجلان، فأرسلهما 